# Jehro

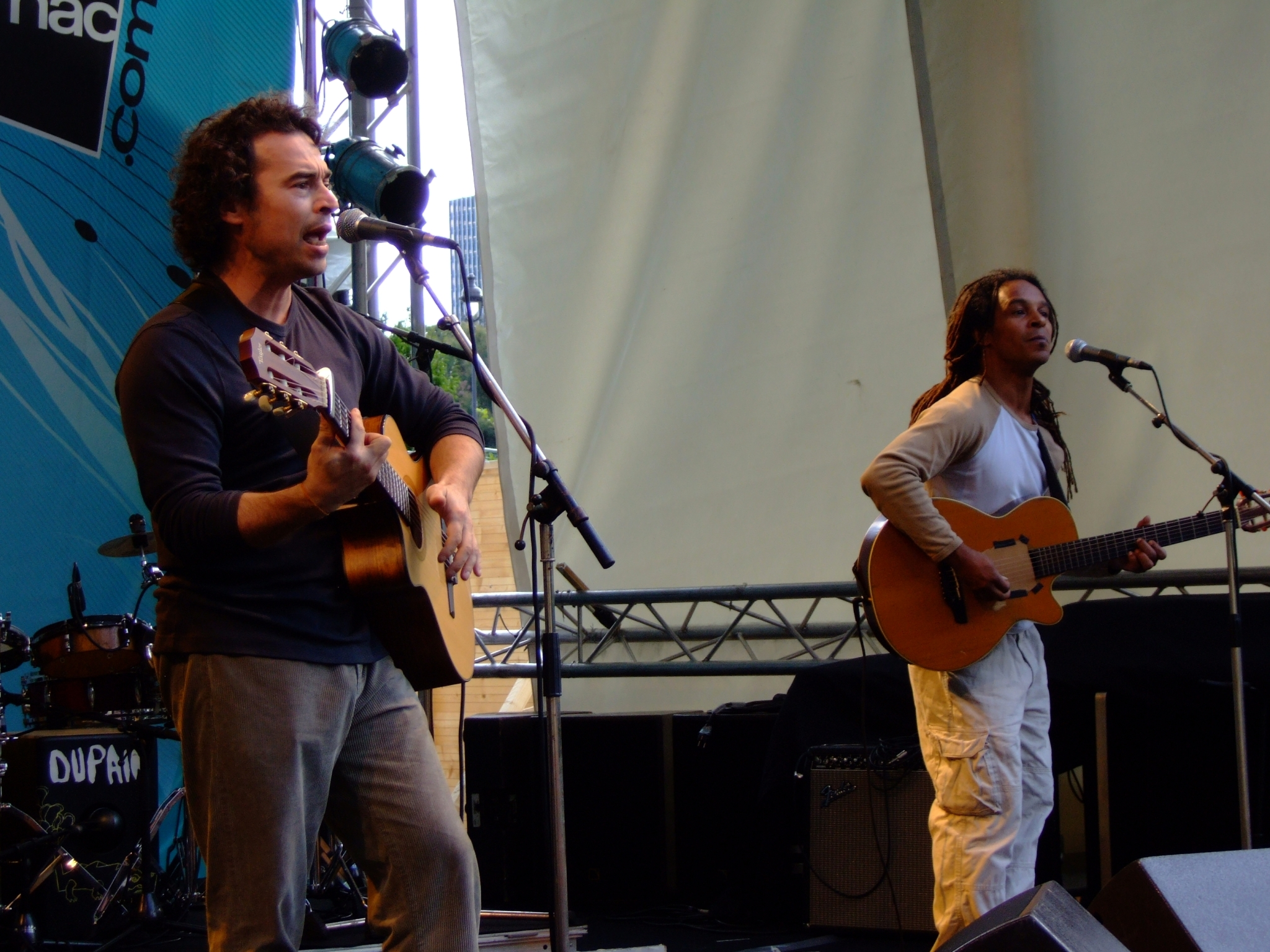
Jehro (2006)

Jérôme Cotta alias Jehro (* in Marseille) ist ein französischer Sänger und Songwriter.
Als Sohn einer italienisch-griechischen Mutter und eines französischen Vaters wurde Jérôme Cotta in Marseille geboren. Zunächst prägten ihn französischsprachige Liedermacher wie Georges Moustaki, Georges Brassens, Jacques Brel und Leo Ferré. Im Alter von 20 Jahren zog er nach London, wo er sich musikalisch mit Reggae auseinandersetzte und sich als Straßenmusiker verdingte. 1999 kehrte er nach Frankreich zurück und veröffentlichte sein erstes Album L'arbre et le fruit, womit ihm auf Anhieb der Sprung in die französischen Radioplaylists gelang. 2002 und 2006 folgten mit A tropical soul adventure und Jehro zwei englischsprachige Alben. Jehro lebt in Paris und begann im September 2007 eine Europa- und Deutschlandtournee.
Sein Musikstil ist eine ruhige Mischung aus Reggae, Calypso, Blues, Folk und Chanson, seine Themen sind vorwiegend ernster bis trauriger Natur.

## Diskographie
- 1999 – L'arbre et le fruit, Chrysalys/Emi
- 2001 – Bucolique Anonyme, Chrysalys/Emi (Album produit par Chrysalys/EMI mais jamais sorti dans le commerce)
- 2003 – A tropical soul adventure, Superfruit/Warner Music, avec The Marathonians
- 2006 – Jehro, Recall
- 2011 – Cantina Paradise, Warner Music
- 2015 – Bohemian Soul Songs, Warner Music